# Movin’ Melodies
A Movin’ Melodies André Tanneberger első, ATB néven megjelent 1999-es nagylemeze. Az albumon szereplő számok, mint például a 9PM (Till I come) vagy a Don’t stop egyedi és újszerű megoldásai nagyban segítették a nemzetközi klubzenei élet fejlődését.
Akárcsak a kislemezeket, az album többi számát is erőteljesen jellemzi a „tipikus ATB-hangzás”: A táncolható dalok egyszerre lágyak és melodikusak, érzelmekkel telítettek. Több csendesebb darab is felbukkan a lemezen (későbbi albumaira sem igazán jellemző a folyamatos lendület), melyek Enigma, Mike Oldfield, esetleg Jean-Michel Jarre munkásságát idézik.

## Számlista
1. The first tones  2:09
2. Emotion  4:24
3. Underwater world  4:11
4. Zwishenstück  0:58
5. 9PM (Till I come)  3:14
6. Killer 2000  5:56
7. Too much rain by United Deejays For Central America (ATB vs. Woody van Eyden mix)  5:36
8. Don’t stop  3:42
9. Obsession  6:25
10. My dream  7:06
11. Kayama  4:26
12. Beach vibes by EFF  8:26
13. Movin’ Melodies  6:01
14. Sunburn  3:51
15. 9PM (Till I come, Signum mix)  7:36

## Közreműködők
- Yolanda Rivera: vokál (9PM (Till I come) & Don’t stop)
- Drue Williams: vokál (Killer 2000)
- Signum: 9PM (Till I come) remix

## Kislemezek
- 1998 9PM (Till I Come)
- 1999 Don’t Stop
- 1999 Killer